# Tsutomu Ogura
Tsutomu Ogura (japanisch 小倉 勉 Ogura Tsutomu; * 18. Juli 1966 in der Präfektur Osaka) ist ein japanischer Fußballspieler und -trainer.

## Karriere
Ogura erlernte das Fußballspielen in der Universitätsmannschaft der Tenri-Universität. Von 2006 bis 2010 war er der Co-Trainer der japanischen Nationalmannschaft. Von 2010 bis 2012 war er der Co-Trainer der japanischen U-23-Nationalmannschaft. Im September 2012 wurde Ogura Co-Trainer von Omiya Ardija. Im August 2013 wurde Ogura Cheftrainer.